# Деревінський Олексій Олегович
Олексій Олегович Деревінський (15 травня 1989 ) — український футбольний арбітр. З 2020 року обслуговує матчі Прем'єр-ліги України. Як футболіст виступав за молодіжні команди ужгородського «Закарпаття» і луганської «Зорі» та залучався до ігор за юнацькі збірні України до 17 і до 19 років.

## Біографія
Народився 15 травня 1989 року. Батько — футболіст і футбольний суддя Олег Деревінський.

### Кар'єра футболіста
У дитячо-юнацькій футбольній лізі виступав за київські «Зміна-Оболонь» (2004—2005) і ДЮСШ-15 (2005—2006). Провів дві гри за юнацьку збірну України до 17 років у 2004 році проти Болгарії (4:) і Узбекистану (1:2). У 2006 році зіграв в матчі проти однолітків з Португалії (2:0) у складі збірної України до 19 років.
Влітку 2007 року став гравцем дублюючого складу ужгородського «Закарпаття», що виступав в молодіжному чемпіонаті України . Через півроку перейшов в луганську «Зорю», де крім дубля, виступав за «Зорю-2» в чемпіонаті Луганської області. Провівши в складі луганців один рік, завершив кар'єру футболіста, так і не дебютувавши за основний склад .

### Кар'єра арбітра
У 2007 році почав кар'єру футбольного судді, обслуговуючи матчі обласного рівня. Через рік йому довірили проводити матчі дитячо-юнацької футбольної ліги і аматорського чемпіонату України. Дебютував як головний арбітр на матчах другої ліги України у 2011 році. З 2016 року — суддя Першої ліги України.
Свій перший матч в Прем'єр-лізі України у статусі головного арбітра Деревінський провів 19 липня 2020 року, тоді в матчі 32 туру зустрічалися «Дніпро-1» і " Ворскла " (3:0).
У 2010—2011 роках брав участь в аматорських турнірах з більярду .